# Pierre Favre (musicien)
Pour les articles homonymes, voir Pierre Favre et Favre.
Pierre Favre, né le 2 juin 1937 au Locle dans la vallée de La Brévine, est un percussionniste suisse. Pour remplacer au pied-levé le batteur défaillant de l'orchestre de bal de son frère aîné Charles, il débute à 15 ans la pratique de l'instrument et entreprend à 17, auprès des maîtres les plus prestigieux du genre (Kenny Clarke, Baby Dodds, Jo Jones) une carrière internationale de jazz, révélant dès les années 70 une approche innovante de la percussion et un langage musical propre où se mêlent les influences du jazz, de la musique classique et des traditions folkloriques. Souvent jugé inclassable, il a enseigné dans plusieurs écoles de musique à travers l'Europe, fondé en 1983 le groupe Singing Drums et enregistré plus de 50 albums en tant que leader ou accompagnateur. Son travail musical est souvent décrit comme poétique et introspectif.

## Discographie
- Pierre Favre Quartett (Wergo Records 1970)
- Santana (FMP Records 1969/79)
- Drums and Dreams (Intakt Records, 1970, 1972, 1978; ed. 2012)
- Singing Drums (ECM, 1984)
- Fleuve (ECM, 1989)
- Window Steps (ECM, 1996)
- Pierre Favre Singing Drums Souffles (Intakt Records, 1998)
- Pierre Favre European Chamber Ensemble (Intakt Records, 2000)
- Pierre Favre Solo (Münster Bern, 2007)
- Le Voyage (Intakt, 2010)
- DrumSights, Now (Intakt Records, 2015)

Collaborations avec Tamia
- Blues for Pedro Arcanjo (T Records-Gemini, 1983)
- De la nuit...le jour (ECM, 1988)
- Solitudes (ECM, 1992)

Collaborations avec Irène Schweizer
- Irene Schweizer & Pierre Favre (Intakt Records, 1996)
- Ulrichsberg (Intakt Records, 2004)
- Live in Zürich (Intakt Records, 2013)

Avec Barre Phillips
- Music by... (ECM, 1980)

Avec John Surman
- Such Winters of Memory (ECM, 1982)

Avec Michel Portal
- Splendid Yzlment (CBS Records, 1971)
- À Chateauvallon – No, No But It May Be, Michel Portal Unit (Le Chant du monde, 1973)

Avec Mal Waldron
- Black Glory (Enja Records, 1971)

Avec Albert Mangelsdorff
- Solo Now (MPS 1976)
- Triplicity (Skip 1980)

Avec Michel Godard
- Saxophones (Intakt Records)
- Castel Del Monte (Enja Records)
- Deux (Altrisuoni)

Avec Joe McPhee
- Topology (Hat Hut, 1981)

Avec London Jazz Composers Orchestra
- Double Trouble Two Featuring Irene Schweizer, Marilyn Crispell and Pierre Favre (Intakt Records)

Avec Dino Saluzzi
- Once Upon a Time - Far Away in the South (ECM, 1985)

Avec Stefano Battaglia
- When We Were (Splasch Records)

Avec Furio Di Castri, Paolo Fresu & Jon Balke
- Mythscapes (Soul Note Records, 1995)

Avec Denis Levaillant
- Barium Circus (Nato Records 382, 1984)

Avec Andrea Centazzo
- Koans, Volume 1 (Ictus Records)
- Dialogues (Robi Droli/Newtone)

Avec Paul Giger
- Alpstein (ECM, 1991)

Avec Samuel Blaser
- Vol à voile (Intakt Records, 2009)
- Same place, another Time, (Intakt Records, 2022)

Avec Philipp Schaufelberger
- Albatros (Intakt Records, 2009)
- Decameron (Intakt Records, 2022)